# Harry Govier Seeley

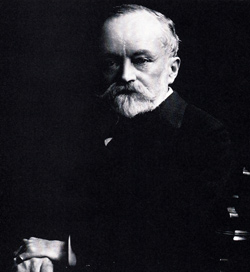
Harry Govier Seeley

Harry Govier Seeley (* 18. Februar 1839 in London; † 8. Januar 1909 in Kensington) war ein britischer Paläontologe. Auf ihn geht die noch heute anerkannte Einteilung der Dinosaurier in die Echsenbeckensaurier (Saurischia) und die Vogelbeckensaurier (Ornithischia) zurück.

## Leben
Harry Govier Seeley wurde am 18. Februar 1839 in London geboren; seine Eltern waren der Goldschmied Richard Hovill Seeley und dessen zweite Frau Mary Govier. Harry besuchte die Royal School of Mines in Kensington. Er wurde 1859 Assistent bei Adam Sedgwick im Woodwardian Museum in Cambridge. 1863 schrieb er sich als Student im Sidney Sussex College in Cambridge ein. Er lehnte Angebote des British Museums und der Geological Society of London ab, um selbstständig arbeiten zu können. Später nahm er jedoch eine Stelle im King’s College in Cambridge an.
1872 zog er nach London um. Am dortigen King’s College, Queen’s College und Bedford College war er ab 1876 Professor der Geographie, ferner Lecturer für Geologie und Physiologie am Dulwich College. Von 1896 bis 1905 war er Professor für Geologie und Mineralogie am King’s College.
Im Jahr 1872 heiratete er Eleonora Jane Mitchell, Tochter von William Mitchell aus Bath. Die älteste Tochter des Paares, Maud Leonora Ida Seeley, heiratete Arthur Smith Woodward. Harry Govier Seeley starb am 8. Januar 1909 in Kensington und wurde im Brookwood Cemetery in London bestattet.

## Wissenschaftliches Werk
Vor Seeleys Einteilung der Dinosaurier in die Echsenbeckensaurier (Saurischia) und die Vogelbeckensaurier (Ornithischia) anhand ihrer Beckenanatomie teilten die Paläontologen die Dinosaurier nach verschiedenen Merkmalen ein, wobei sie den Bau der Füße oder die Zahnform berücksichtigten. Seeley veröffentlichte 1888 seine wissenschaftlichen Ergebnisse (auf eine Vorlesung des Vorjahres aufbauend), wonach sich, vereinfacht ausgedrückt, die Ornithischier durch ein zweistrahliges und die Saurischier durch ein dreistrahliges Becken auszeichneten. Seeley betrachtete die beiden Gruppen als sehr verschieden und vertrat die Meinung eines getrennten Ursprungs (Polyphylie). Erst in den 1980er Jahren wies man mithilfe kladistischer Analysen nach, dass die beiden Gruppen von einem gemeinsamen, triassischen Vorfahren abstammten (Monophylie). In seiner Laufbahn beschrieb Seeley zahlreiche Dinosaurier.
1887 erhielt er von der Royal Society die Einladung, die jährliche Croonian Lecture abzuhalten. Sie trug den Titel: On Pareiasaurus bombidens (Owen), and the Significance of Its Affinities to Amphibians, Reptiles, and Mammals.
Sein Buch über Flugsaurier, „Dragons of the Air“ von 1901, kommt zu dem Schluss, dass Flugsaurier und Vögel zahlreiche Parallelen aufweisen. Obwohl sich seine Vorstellung eines gemeinsamen Ursprunges als falsch erwies, verwarf er Richard Owens Beschreibung der Flugsaurier als wechselwarme, träge Gleiter und erkannte, dass es sich um Warmblüter gehandelt haben musste, die wie die Vögel den aktiven Flug (Schlagflug) beherrschten.
Als Dilettant verfasste er ein kleines, aber gut recherchiertes Buch über die europäischen Süßwasserfische (1886).

## Mitgliedschaft in wissenschaftlichen Gesellschaften
Harry Govier Seeley wurde 1879 als Mitglied („Fellow“) in die Royal Society aufgenommen. Seit Dezember 1902 war er korrespondierendes Mitglied der Russischen Akademie der Wissenschaften in Sankt Petersburg. Er war auch Mitglied der Linné-Gesellschaft, der Geologischen Gesellschaft Londons und der Zoologischen Gesellschaft Londons.

## Schriften
- On Neusticosaurus pusillus (Fraas), an Amphibious Reptile having Affinities with the Terrestrial Nothosauria and with the Marine Plesiosauria. In: The Quarterly Journal of the Geological Society of London. Band 38, 1882, S. 350–366, doi:10.1144/GSL.JGS.1882.038.01-04.39, (Volltext).